# Шевчук, Владимир Михайлович
Влади́мир Миха́йлович Шевчу́к (9 мая 1954, Магнитогорск, Челябинская область, РСФСР, СССР) — советский футболист и российский футбольный тренер.

## Карьера
Воспитанник группы подготовки команды «Металлург» Жданов.

### Игровая карьера
- 1971—1972: «Шахтёр» Донецк
- 1973—1975: «Локомотив» Мариуполь
- 1975: «Трактор» Павлодар
- 1976—1977: «Кайрат» Алма-Ата
- 1978—1979: «Локомотив» Москва
- 1980—1981: «Днепр» Днепропетровск
- 1981—1982: «Колос» Никополь
- 1983—1984: «Локомотив» Москва
- 1985—1989: «Колхети» Поти
- 1992: ФК «Нефтехимик» Нижнекамск

### Тренерская карьера
- Тренер «Нефтехимик» (Нижнекамск): 1992
- Главный тренер «Сатурн» (Раменское): 1995—2002 (с перерывами)
- Главный тренер «Черноморец» (Новороссийск): 2002[1] (не провёл ни одного официального матча)[2]
- Главный тренер «Сокол» (Саратов): 2003
- Главный тренер ФК «Химки»: 2004
- Тренер ЦСКА Москва: 2005
- Главный тренер «Сатурн» (Раменское): 2005
- Тренер ЦСКА Москва: 2006—2008
- Тренер «Динамо» (Киев): 2009—2010
- Главный тренер «Алания» (Владикавказ): 2010—2011.
- Тренер «Урожай» (Краснодар): конец июня 2018[3] — 18 июля 2018[4].

Выступлением «Алании» в первом круге чемпионата России-2010 остался доволен «процентов на 85-90». Утверждает, что стал тренировать «Аланию» в первую очередь по просьбе её бывшего тренера Валерия Газзаева, у которого был помощником в киевском «Динамо».